# Simon Birgander
Simon Frederik Stefan Birgander, född den 23 oktober 1997 i Kvistofta, är en svensk basketspelare som spelar för spanska Murcia.

## Biografi
Simon Birgander inledde sin karriär i Helsingborg och spelar 2024 för Murcia i spanska ligan. Han har även representerat det svenska landslaget där han debuterade 2017.